# Tratatul de la Bruxelles
Tratatul de la Bruxelles, denumit și Pactul de la Bruxelles, a fost acordul fondator al Uniunii Occidentale⁠(d)  (1948 - 1954). Acesta a fost revizuit în 1954, devenind cunoscut sub denumirea de Tratatul de la Bruxelles modificat (MTB), și a reprezentat actul fondator al Uniunii Vest-Europene (UEO). Tratatul prevedea organizarea cooperării militare, economice, sociale și culturale între statele membre, precum și o clauză de apărare reciprocă.
Tratatul a fost semnat la 17 martie 1948 de către Belgia, Franța, Luxemburg, Țările de Jos și Regatul Unit, membrii Uniunii Vest-Europene, fiind o extindere a Tratatului de la Dunkerque, semnat de Marea Britanie și Franța în 1947 cu scopul de a răspunde militar împotriva unei posibile agresiuni germane sau sovietice după încheierea celui de-Al Doilea Război Mondial.
Respectarea angajamentelor asumate prin Tratatul Atlanticului de Nord necesita dezvoltarea unor structuri politice și militare de mare anvergură, fapt care a condus la înființarea Organizației Tratatului Atlanticului de Nord (NATO). În decembrie 1950, semnatarii Tratatului de la Bruxelles au decis să transfere sediul, personalul și planurile Organizației De Apărare a Uniunii Vest-Europene către NATO, al cărei Sediu Central al Forțelor Aliate din Europa (SHAPE) era însărcinat cu apărarea Europei Occidentale.
Înființarea NATO, alături de semnarea tratatelor în baza cărora lua naștere Organizația pentru Cooperare și Dezvoltare Economică (aprilie 1948),  Consiliul Europei (mai 1949) și Comunitatea Europeană a Cărbunelui și Oțelului (aprilie 1951), au lăsat Tratatul de la Bruxelles și Uniunea Occidentală fără autoritate.
Tratatul a fost modificat în cadrul Conferinței de la Paris⁠(d) din 1954, deoarece Franța a refuzat să ratifice Tratatul pentru alcătuirea Comunității Europene pentru Apărare. Conform Acordurilor de la Paris⁠(d) din 1952 (în germană Deutschlandvertrag), odată cu înființarea Comunității Europene pentru Apărare lua sfârșit ocuparea Germaniei de către forțele aliate. De asemenea, se dorea ca Germania să devină parte a acordurilor de apărare. Din cauza acestor prevederi, francezii au respins înțelegerea. Tratatul de la Bruxelles modificat (MBT) a transformat Uniunea Occidentală în Uniunea Vest-Europeană (UVE), iar Italia și Germania au fost devenit noile membre ale organizației. După intrarea germanilor în uniune, ocupația a luat sfârșit în conformitate cu Acordurile de la Paris.
Când Uniunea Europeană (UE) a adoptat propria sa clauză de apărare reciprocă odată cu intrarea în vigoare a Tratatului de la Lisabona în 2009, statele membre ale UVE, care erau și membre ale UE, au considerat organizația ca fiind redundantă. În consecință, Tratatul de la Bruxelles modificat a fost reziliat la 31 martie 2010, iar organismele UVE au încetat să mai funcționeze la 30 iunie 2011.